# 홍원기 (지휘자)
홍원기(1966년 10월 4일 ~ )는 대한민국의 클래식 음악 지휘자이자 음악 감독이다.

## 생애
충청남도 천안시에서 고등학교 생활을 끝마친 홍원기는 강릉대학교 음악대학에 입학하여 작곡학을 전공하며 본격적으로 음악의 길에 들어선다. 이후 경희대학교 대학원, 서울대학교 등을 거쳐 페트로자보츠크 국립음악원에서 관현악지휘 과정을 최고 성적으로 마치고 귀국했다.
클래식 음악의 대중화에 관심을 가지던 그는, 2007년경부터 충청남도 당진시의 관현악단 창단을 지역자치단체의 도움을 받아 준비한 것으로 알려졌고, 2009년, 김종래 단장 등과 함께 당진시교향악단 창단에 성공한다.
2004년 9월부터 아산시교향악단 단장 겸 지휘를 맡아 임기 중에 있으며, 2017년에 한국음악협회 천안시지부장에 취임한 것으로 알려졌다.

## 학력
- 북일고등학교 졸업
- 강릉대학교 음악대학 학사
- 경희대학교 대학원 음악교육전공 졸업
- 서울대학교 음악대학 전문음악인과정 수료
- 페트로자보츠크 국립음악원 관현악지휘 전공

## 약력
- 2004년: 아산시교향악단 단장 겸 지휘자
- 2017년: 한국음악협회 천안시지부장